# Waterschei
Waterschei is een stadsdeel van Genk, grenzend aan As. Waterschei is vooral bekend omwille van zijn mijnbouwverleden.

## Etymologie
Waterschei werd voor het eerst vermeld als Waterscheyde. De naamgeving is afkomstig van water-"scheiding", de plaats waar het water oostwaarts naar het stroomgebied van de Maas vloeit, via de Oeter, en westwaarts naar het stroomgebied van de Schelde, via de Stiemerbeek en de zijrivieren van de Nete.

## Geschiedenis
Waterschei was in de middeleeuwen een van de zes gehuchten van het toenmalige Genk dat voornamelijk uit heide bestond. In de 15e eeuw kregen de gehuchten, en dus ook Waterschei, een eigen burgemeester die de belastingen inde en die in gezamenlijk overleg beslissingen van bestuurlijk aard nam. Waterschei bleef een arm Kempens heidegebied. In de 16e eeuw werd er te Waterschei een kleine schans gebouwd om de inwoners te verdedigen tegen vreemde troepen.
Waterscheijde was sinds de late middeleeuwen een feodale heerlijkheid, een Luikse enclave op het grondgebied van de oude Loonse heerlijkheid Genk. Nabij Waterscheijde lag ook Nudorp, dat in één adem vernoemd wordt in de oudste 14e-eeuwse leenakten. Voor het eerst is er sprake van een leenman van Nudorp in een leenakte, die in 1371 werd opgesteld te Luik op verzoek van jonker Libert (of Librecht) Butoir III, erfvoogd van Horion, kleinzoon van Libert Butoir I en achterklein zoon van Jehan, heer van Pas-Saint-Martin. Op dit vrije domein werd een mottetoren en een neerhof (Windeken) opgericht, waarvan nu nog de ruïnes zichtbaar zijn. Door gebrek aan wettige erfopvolging werden Waterscheijde en Nudorp in 1514 door Henrick Librechts uit Kuringen verkocht aan Jan II van Autel (Elter), heer van het domein Vogelsanck (Zolder).Tot aan de Franse Revolutie bleven Waterscheijde en Nudorp in handen van de adellijke bezitters van Vogelsanck, de familie de Villenfagne de Vogelsanck.
Later bleef Waterschei een dunbevolkt heidegebied met arme landbouwers. Met de ontdekking van steenkolen in 1901 door André Dumont in buurgemeente As zou het uitzicht van Waterschei grondig veranderen.

## Mijnbouw

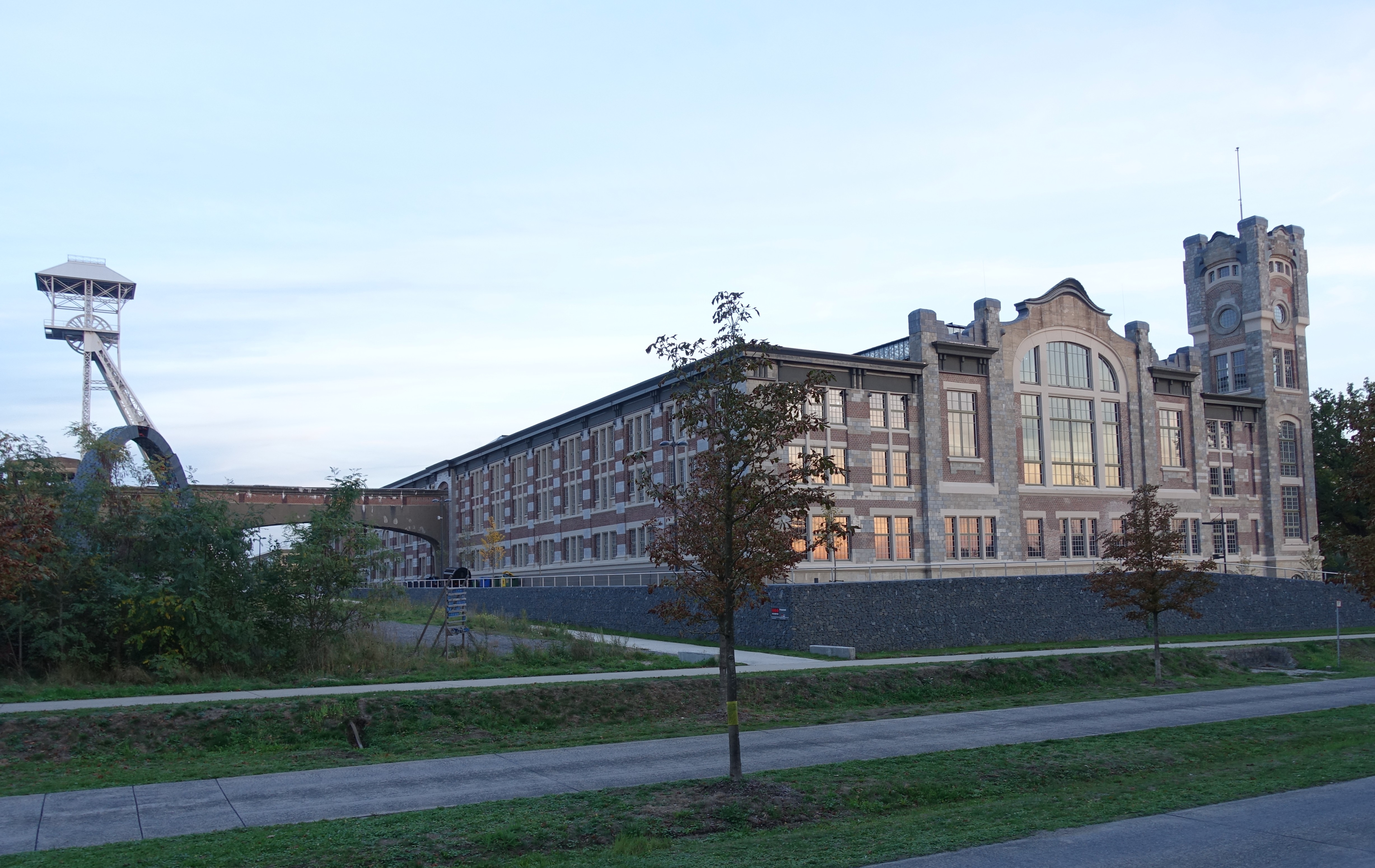
Steenkoolmijn van Waterschei

In 1909 werd te Waterschei begonnen met de boringen. Deze boringen waren technisch moeilijk omwille van het grote gevaar op waterdoorbraak en pas in 1921 werd de eerste kolenlaag op een diepte van 658 meter bereikt. Waterschei werd een van de zeven mijnzetels uit het Kempens steenkoolbekken en de steenkoolproductie in de mijn van Waterschei startte in 1924. De heidegronden waren ideaal om een volledige site rond de mijn te ontwikkelen. De aanleg van de cités of tuinwijken startte in 1914 maar werd stopgezet tijdens de Eerste Wereldoorlog en pas in 1925 hervat. Zij werden gebouwd in de typische Engelse cottagestijl uit het begin van de 20e eeuw. Onmiddellijk na de Tweede Wereldoorlog werd er nog een nieuwe tuinwijk aangelegd. Om het vele werk te kunnen uitvoeren werden gastarbeiders aangetrokken. De mijnen waren echter zwaar verlieslatend en als gevolg hiervan werd de mijn van Waterschei gesloten in september 1987.
De mijnterreinen zijn bestemd voor een bedrijvenpark en het mijngebouw, dat in 1993 werd geklasseerd als beschermd monument, werd gerestaureerd.

## Bezienswaardigheden

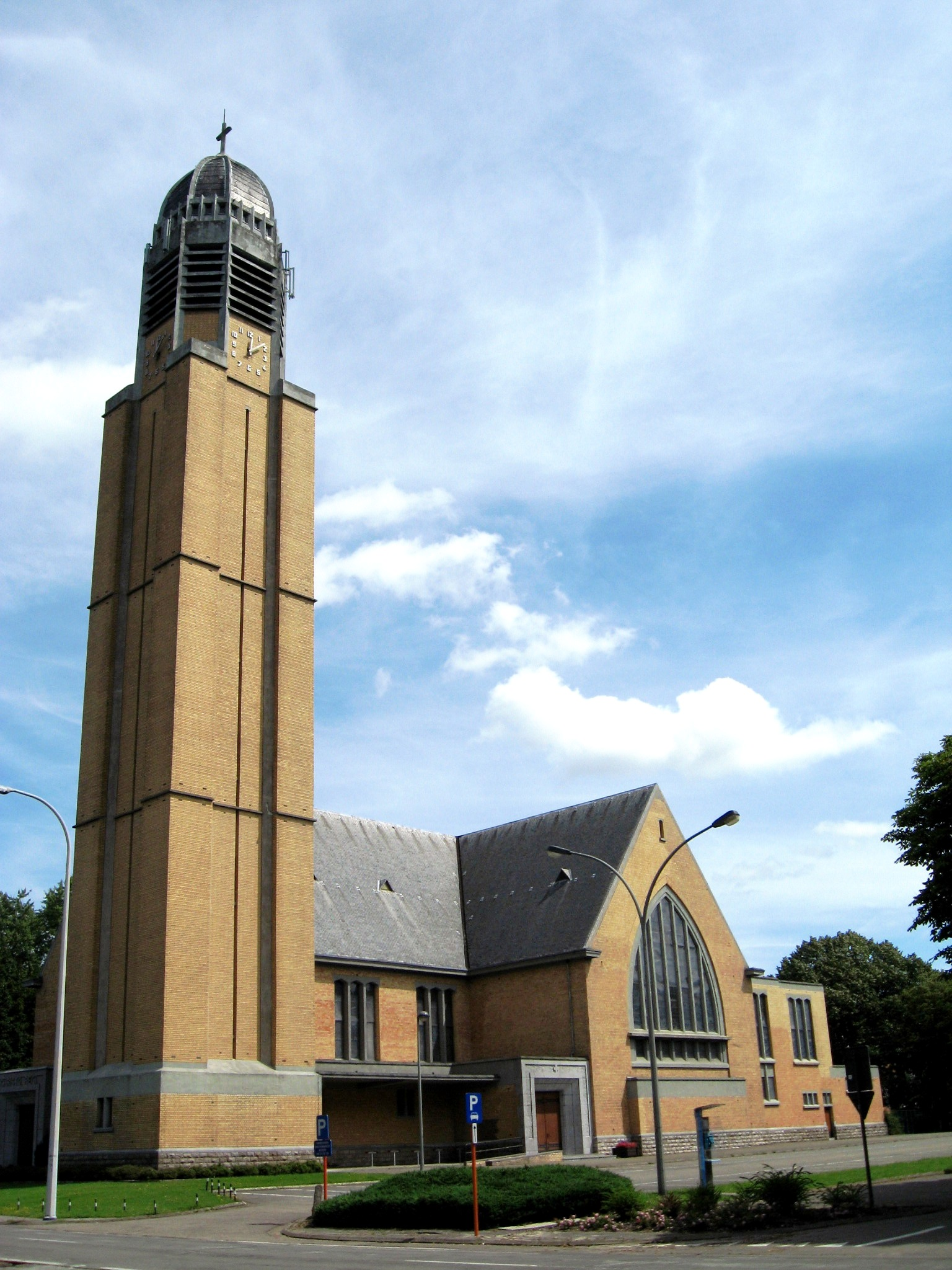
Christus Koningkerk

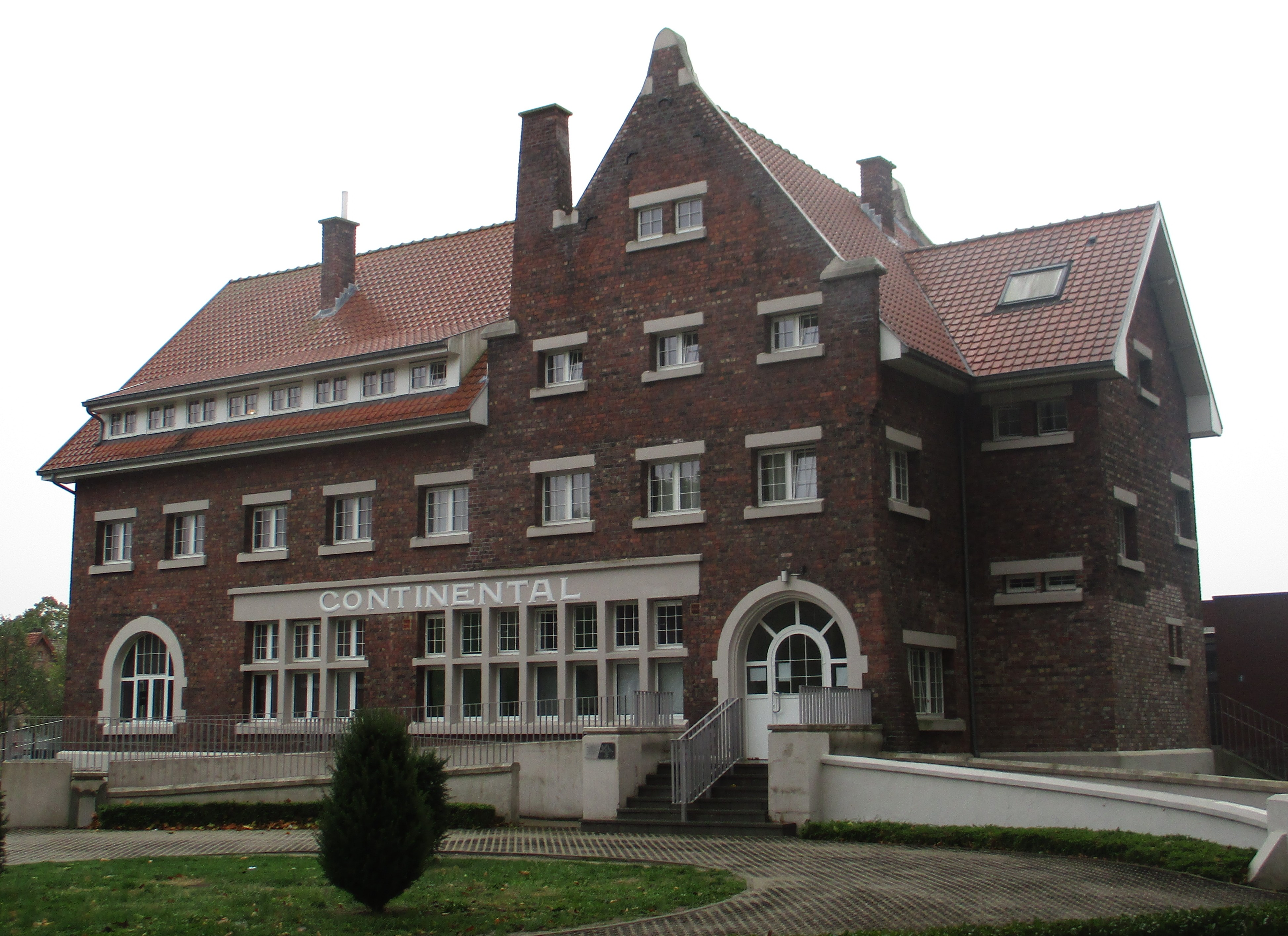
voormalig logementshuis voor mijnpersoneel uit 1927 in de Tuinwijk

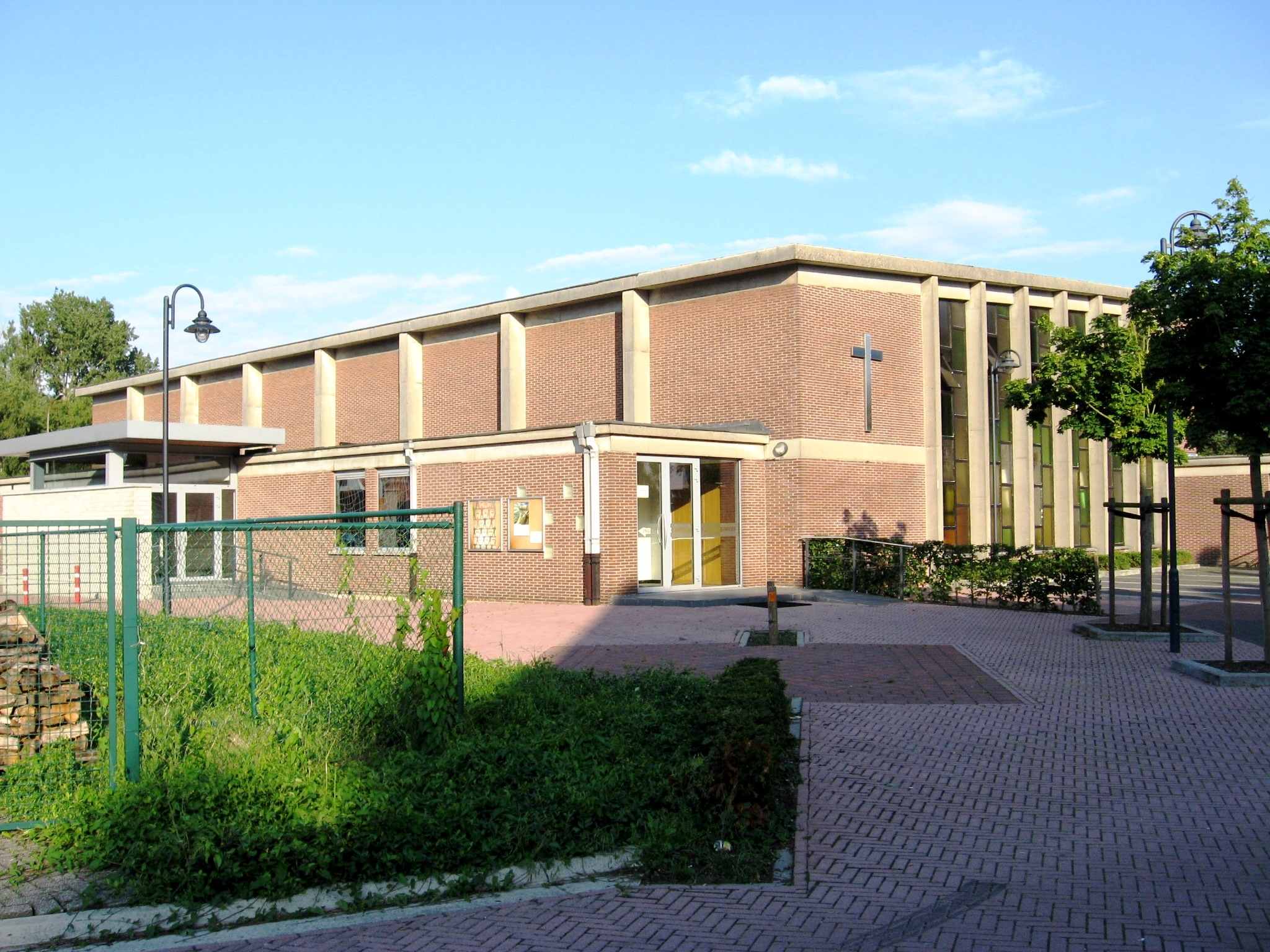
Onze-Lieve-Vrouw Tenhemelopnemingskerk

- De Christus Koningkerk, ontworpen door Gaston Voutquenne werd gebouwd tussen 1934 en 1936 en is een zogenaamde mijnkathedraal, een monumentale kerk gebouwd door de mijnen. Het is een driebeukige kruiskerk uit gele baksteen met arduin en ze heeft een betonnen skelet. In de loop der jaren moest de gele steen reeds meerdere malen gerestaureerd worden omdat hij niet bestand was tegen vorst. Verder heeft de kerk zeer grote glasramen die de kerkelijke feestdagen voorstellen. De kerk werd in 2002 geklasseerd als beschermd monument.
- De Onze-Lieve-Vrouw-ten-Hemelopnemingkerk, een modernistisch gebouw aan de André Dumontlaan te Oud-Waterschei.
- De mijnterril werd in 1999 geklasseerd als beschermd landschap. Zij werd op het einde van de twintigste eeuw beplant en aangelegd als natuur- en wandelsite en maakt deel uit van het natuurgebied Klaverberg.
- Het stationnetje van Waterschei dat in de buurt van de mijnsite ligt, werd na afschaffing een tijd gebruikt als stopplaats op de toeristische stoomspoorlijn As-Waterschei-Eisden die door de vzw Kolenspoor werd uitgebaat.
- De voormalige steenkoolmijn van Waterschei met een aantal monumentale gebouwen die een nieuwe bestemming hebben gekregen. Het geheel betreft een gebied van 90 ha, dat omgevormd wordt tot hoogwaardig bedrijventerrein onder de naam Thor Park.
- De Tuinwijk van Waterschei, onmiddellijk ten westen van de steenkoolmijn, waarmee werd begonnen in 1914, met latere uitbreidingen in 1925 en 1945-1948. De architecten Gaston Voutquenne, Reumers, Misoul, Martens, Ketsman en Hendrickx hebben hieraan meegewerkt.

## Natuur en landschap
De Stiemerbeek ontspringt vlak bij de mijnterril, deze mondt uit in de Demer. De Bosbeek, die iets ten oosten van Waterschei ontspringt, mondt uit in de Maas.
Ten zuiden van Waterschei ligt het Stalengoed, een voormalig domein met restanten van een donjon.

## Voetbal
Net als Winterslag had Waterschei in de hoogdagen van de mijnontginning een eigen voetbalploeg: Thor Waterschei. De ploeg speelde in het André Dumontstadion. In 1988 kwam het tot een fusie van de twee ploegen, hetgeen leidde tot het ontstaan van KRC Genk. De hoofdtribune van het oude André-Dumontstadion werd volledig vernieuwd, waarna het stadion het Thyl Gheyselinckstadion ging heten. In 1999 werd de rest van het stadion volledig vernieuwd en kreeg het wederom een nieuwe naam: het Fenixstadion. Sinds 1 juni 2007 draagt het stadion van KRC Genk echter de naam Cristal Arena als gevolg van een sponsorovereenkomst tussen de club en de brouwerij Cristal Alken.
De vzw Kolenspoor, die een toeristisch spoorlijntje uitbaat, legt ook bij elke thuiswedstrijd van KRC Genk een supporterstrein in vanuit Eisden en As.

## Nabijgelegen kernen
Zwartberg, Houthalen, Winterslag, As, Genk-Centrum